# Stróża (powiat myślenicki)
Stróża – wieś w Polsce, położona w województwie małopolskim, w powiecie myślenickim, w gminie Pcim.
| części wsi | Balowo, Bąkowo, Cupiny, Dział, Firkowo, Gierczynowo, Górniaki, Hajduk, Jamrozówka, Jaz, Jeleniowo, Jopkowo, Kępa, Klaklino, Klaklowo, Klimasy, Klubino, Klubowo, Kowalowo, Mądrowo, Mała Gromada, Marytowo, Mentolowo, Miłogoszcz, Mirkówka, Mirochnowo, Mleczkowo, Moskalowo, Mosnowo, Niedźwiedziowo, Niwa, Nychówka, Paszkówka, Piszczkowo, Płaczkowo, Płoszczycowo, Pod Górą, Poddziele, Protasowo, Rogowo, Sekułowo, Siódmowo, Słowikówka, Słowikowo, Spyrowo, Swachtowo, Szustkowo, Śliwiakówka, Totowo, Trzebunka, Tyrpułowo, Wątorowo, Wierciakowo, Witkówka, Wójcikowo, Zagroda, Zarabie, Zarębki, Ziębowo, Żabowo Dolne, Żabowo Górne, Żołądkówka |

W latach 1975–1998 wieś należała administracyjnie do województwa krakowskiego.
Przez miejscowość przechodzi droga krajowa nr 7 (fragment międzynarodowej trasy E77 i drogi ekspresowej S7), stanowiąca na tym odcinku część "Zakopianki" – trasy łączącej Kraków z Zakopanem.
Nad ranem 1 lipca 2006 w Stróży zawalił się 60-metrowy wiadukt nowo budowanego odcinka drogi ekspresowej S7 nad potokiem Trzebunka. Na miejscu zginął jeden z pracowników portugalskiej firmy Mota-Engil – głównego wykonawcy zadania.
W Stróży znajdują się dwie szkoły podstawowe oraz gimnazjum.

## Zabytki
Obiekt wpisany do rejestru zabytków nieruchomych województwa małopolskiego.
- Kościół parafialny pw. MB Królowej Polski, cmentarz przykościelny.

## Osoby związane z miejscowością
- Józef Smaga[7].